# Tarenna littoralis
Tarenna littoralis är en måreväxtart som beskrevs av Elmer Drew Merrill. Tarenna littoralis ingår i släktet Tarenna och familjen måreväxter.
Artens utbredningsområde är Filippinerna. Inga underarter finns listade i Catalogue of Life.